# Tramway de Bad Schandau
 (novembre 2024).
Si vous disposez d'ouvrages ou d'articles de référence ou si vous connaissez des sites web de qualité traitant du thème abordé ici, merci de compléter l'article en donnant les références utiles à sa vérifiabilité et en les liant à la section « Notes et références ».
Le tramway de Bad Schandau est une ligne de tramway touristique partant de la ville de Bad Schandau, en Allemagne et remontant la vallée de la rivière Kirnitzsch jusqu'aux cascades de Lichtenhainer, dans le parc national de la Suisse saxonne. Il comporte une unique ligne à voie métrique, longue de 7,9 km.